# دیو سیلوستری
دیو سیلوستری (انگلیسی: Dave Silvestri؛ زادهٔ ۲۹ سپتامبر ۱۹۶۷) بازیکن بیس‌بال اهل ایالات متحده آمریکا بود.
از باشگاه‌هایی که در آن بازی کرده‌است می‌توان به تگزاس رنجرز و نیویورک یانکیز اشاره کرد.
وی در مسابقات کشوری و بین‌المللی در مجموع برندهٔ ۱ مدال طلا، ۱ مدال نقره شده‌است.